# نبرد استوک فیلد
نبرد استوک فیلد (انگلیسی: Battle of Stoke Field) نبردی است از سلسله جنگ‌های مشهور به جنگ رزها که در ۱۶ ژوئن ۱۴۸۷ به وقوع پیوست و از آن به عنوان آخرین نبرد از این سلسله درگیری‌ها یاد می‌شود. دو سال پیش از وقوع این نبرد، نبرد بازورث فیلد مسبب بر تخت نشستن هنری هفتم گردید که همین موضوع باعث پایان حکومت یورک‌ها و سرآغاز حکومت تودورها بود.